# Семпрония Тудицани
Семпрония Тудицани (на латински: Sempronia Tuditani; * 123 пр.н.е.; † 63 пр.н.е.) e римска аристократка през 1 век пр.н.е.
Дъщеря е на Семпроний Тудицан и внучка на историка Гай Семпроний Тудицан (консул 129 пр.н.е.).
Омъжва се за политика Марк Фулвий Бамбалион, изискан плебей от Тускулум. През 80 пр.н.е. в Сикион до Коринт тя ражда дъщеря си Фулвия (* 80; † 40 пр.н.е.), която става през 45 пр.н.е. третата съпруга на Марк Антоний.
Семпрония е баба на:
- Публий Клодий Пулхер, син на Публий Клодий Пулхер
- Клодия Пулхерия, дъщеря на Публий Клодий Пулхер
- Гай Скрибоний Курион, син на Гай Скрибоний Курион
- Марк Антоний Антил, син на Марк Антоний
- Юл Антоний, син на Марк Антоний